# Eduard Lassen
Pour les articles homonymes, voir Lassen.
Eduard Lassen (né le 13 avril 1830 à Copenhague et mort le 15 janvier 1904 à Weimar) est un chef d'orchestre et compositeur belge d'origine danoise.

## Biographie
Il est né à Copenhague, mais est venu enfant à Bruxelles et a été formé au Conservatoire royal de Bruxelles où il a obtenu les prix de piano (1844) et de composition (1847). Il a remporté le Prix de Rome belge en 1851, ce qui lui a permis de faire un long séjour en Allemagne et en Italie. Il a fait connaissance de Louis Spohr et de Franz Liszt et a composé son premier opéra Landgraf Ludwig's Brautfahrt . Après son retour à Bruxelles en 1855, Lassen a essayé en vain de faire représenter son opéra. Liszt, cependant, a accepté de produire l'opéra au Grossherzogliches Theater (actuellement la Staatskapelle Weimar) et la première a eu lieu à Weimar en 1857. L'année suivante, Liszt a recommandé Lassen pour le remplacer comme directeur de la musique à la cour de Weimar, ce qui comprenait la direction des orchestres de l'opéra et de la cour. Il a pris plaisir à ce travail et a occupé ce poste jusqu'à sa retraite en 1895. Il a été amené ainsi à diriger plusieurs créations mondiales dont celle du Samson et Dalila de Camille Saint-Saëns le 2 décembre 1877. Il est resté à Weimar après l'arrêt de son activité et y est mort en 1904, peu après avoir été nommé docteur honoris causa par l'Université d'Iéna

## Œuvres
Lassen a écrit trois opéras, de la musique de scène, deux symphonies (en ré majeur, ca.1868 et en ut majeur, op.78, publiée en 1884),, une marche de fête pour orchestre symphonique, deux ouvertures, et 11 pièces pour piano. Il a aussi composé de la musique chorale, des lieder, et des mélodies pour voix et piano.
Les opéras de Lassen, Landgraf Ludwig's Brautfahrt (1857), Frauenlob (1861), et Le Captif (1868), n'ont pas eu un succès durable, même si sa musique pour le Faust de Goethe (1876) a connu la popularité et a été appréciée par Liszt. Sa musique vocale pour voix seule ou duos montre une grande variété d'inspiration. Beaucoup de ses mélodies, par exemple Vöglein wohin so schnell, ont été traduites en anglais et en français et ont été populaires à la fin du XIXe siècle.

## Discographie
- Édouard Lassen | Lieder - Mélodies, Reinoud Van Mechelen, Anthony Romaniuk. Musique en Wallonie (MEW2099)[5]